# Pierre de Cardonnel (imprimeur)
Pour les articles homonymes, voir Pierre de Cardonnel (homme politique) et Cardonnel.
Pierre de Cardonnel, né à Caen en 1614 et mort en 1667, est un imprimeur et poète français.

## Biographie
Dès octobre 1643, il importe des caractères arabes pour son imprimerie. Auparavant, l'arabe était retranscrit en caractères hébreux.